# Aeoloscelis hydrographa
Aeoloscelis hydrographa is een vlinder uit de familie Stathmopodidae. De wetenschappelijke naam van de soort is voor het eerst geldig gepubliceerd in 1897 door Meyrick.